# 후안 벨라스케스 틀라코친

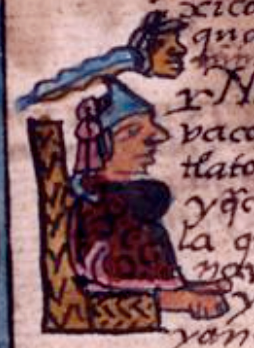

벨라스케스 틀라코친(Velázquez Tlacotzin, ? - 1526년)은 아즈텍 제국의 황족이자 스페인 식민지의 초대 통치자였다. 후안 벨라스케스 틀라코친(Juan Velázquez Tlacotzin) 혹은 디에고 벨라스케스 틀라코친(Diego Velázquez Tlacotzin)으로도 부른다. 1525년~1526년 아즈텍 총독을 지냈다.
아즈텍 제국의 황제 익스틀리소치틀의 아들이자 몬테수마 1세, 키말포포카의 형제였던 틀라카렐리친(Tlacaeleltzin)의 손자였다. 1525년 쿠아우테목이 에르난 코르테즈에 의해 처형된 뒤 아즈텍 식민지의 통치자로 임명되었다.

## 같이 보기
- 몬테수마 2세
- 쿠아우테목
- 에르난 코르테스

| 전임 쿠아우테목 (아즈텍의 황제) | 제1대 아즈텍 식민지 통치자 1525년 - 1526년 | 후임 안드레아스 데 타피아 모텔리치우 |